# Гриб Андрій Андрійович
Андрій Андрійович Гриб (15 серпня 1921, Шельпахівка — 19 липня 2000, Київ) — радянський офіцер, Герой Радянського Союзу, в роки німецько-радянської війни командир батареї 124-го гвардійського артилерійського полку 52-ї гвардійської стрілецької дивізії 6-ї гвардійської армії Воронезького фронту, гвардії капітан.

## Життєпис
Народився 15 серпня 1921 року в селі Шельпахівка Христинівського району Черкаської області в селянській родині. Українець. Член КПРС з 1943 року. Закінчив середню школу.

фото А.Гриба у двотомному видані «Герои Советского Союза. Краткий биографический словарь»

У 1939 році призваний до лав Червоної Армії. У 1941 році закінчив Харківське артилерійське училище. У боях німецько-радянської війни з червня 1941 року. Воював на Воронезькому фронті.
5 липня 1943 гвардії капітан А. А. Гриб відзначився при відбитті атаки танків і піхоти ворога в районі хутора Яхонтов Яковлевського району Бєлгородської області. Його батарея знищила шість важких і чотири середні танки, сім автомашин і до трьохсот солдатів і офіцерів ворога. У ході бою противнику вдалося прорватися до спостережного пункту батареї і оточити його. У рукопашній сутичці гвардії капітан А. А. Гриб особисто знищив декілька гітлерівців, вийшов з оточення і продовжив керувати батареєю.
Указом Президії Верховної Ради СРСР від 21 вересня 1943 року за зразкове виконання бойових завдань командування і проявлені при цьому мужність і героїзм гвардії капітану Андрію Андрійовичу Грибу присвоєно звання Героя Радянського Союзу з врученням ордена Леніна і медалі «Золота Зірка» (№ 3922).

Могила Андрія Гриба

Після закінчення війни продовжив службу в армії. У 1952 році закінчив Вищі академічні курси Генерального штабу. З 1965 року полковник А. А. Гриб — в запасі. Жив у Києві, працював інженером по техніці безпеки на фабриці індивідуального пошиву. Помер 19 липня 2000 року. Похований у Києві на Міському цвинтарі «Берківцях» (ділянка № 85).

## Нагороди
Нагороджений орденом Леніна, орденом Червоного Прапора, орденом Вітчизняної війни 1-го ступеня, орденом Вітчизняної війни 2-го ступеня, орденом Червоної Зірки, медалями.